# Speed (musikalbum)
Speed är ett album av dansbandsgruppen Streaplers, utgivet på LP 1978.

## Låtlista

### Sida A
1. Gimme Dat Banana
2. Substitute
3. I Was The One
4. I en liten båt som gungar
5. Living Doll
6. Can't Forget

### Sida B
1. Susanna
2. Ca Plane Pour Moi
3. Her Train Is Leavin
4. Pretend
5. Jag måste börja om
6. Come Back Tomorrow

## Listplaceringar
| Lista (1978) | Topplacering |
| ------------ | ------------ |
| Sverige      | 34           |